# Planètes (film)
Pour plus de détails, voir Fiche technique et Distribution.
Planètes est un film d'animation franco-belge réalisé par Momoko Seto et sorti en 2025,.

## Synopsis
Dendelion, Baraban, Léonto et Taraxa, quatre akènes de pissenlit rescapés d’une succession d’explosions nucléaires qui détruisent la Terre, se trouvent projetés dans le cosmos. Après s’être échoués sur une planète inconnue, ils partent à la quête d’un sol propice à la survie de leur espèce. Mais les éléments, la faune, la flore, le climat, sont autant d’embûches qu’ils devront surmonter.

## Fiche technique
Sauf indication contraire, les informations mentionnées dans cette section peuvent être confirmées par les bases de données cinématographiques IMDb et Allociné,  présentes dans la section « Liens externes ».
- Titre original : Planètes
- Réalisation : Momoko Seto
- Scénario : Momoko Seto et Alain Layrac, avec la collaboration de Mariette Désert
- Musique : Nicolas Becker et Quentin Sirjacq
- Décors : Nils Dupré
- Animation :
- Photographie : Élie Levé
- Son : Nicolas Becker
- Montage : Michel Klochendler
- Production : Miyu Productions, Arte France Cinéma, Ecce Films, UMedia, CNRS Images et Reepost
- Société de distribution : Gebeka Films
- Budget :
- Pays de production :  France et  Belgique
- Langue originale : sans parole
- Format :
- Genre : Animation
- Durée : 75 minutes
- Dates de sortie :
  - France : 21 mai 2025 (Cannes) ; 11 mars 2026 (sortie nationale)

## Distinctions
- Festival de Cannes 2025 : film de clôture de la 64e Semaine de la Critique et Prix Fipresci de la critique internationale
- Festival international du film d'animation d'Annecy 2025 : Prix Paul-Grimault